# Mansfelder Land
Mansfelder Land es una región histórica de Alemania que se encuentra en la actualidad en las cercanías de la ciudad de Mansfeld, en la parte oriental de la sierra del Harz, actual estado federado de Sajonia-Anhalt. Dicho nombre procede de la denominación de la comarca cuando era parte del Condado de Mansfeld (Grafschaft Mansfeld). En el año 1994 pasó a demarcarse administrativamente como distrito de Mansfelder Land –  procedente de la ciudad de Eisleben y Hettstedt que anteriormente, en el año 1952, estaba compuesto por los distritos de Mansfeld Gebirge y Mansfelder See.

## Reforma territorial de 2007
Antes de la reforma territorial realizada en el año 2007, parte de la comarca histórica se hallaba en el distrito de Mansfelder Land, pasando a partir de esa fecha al Distrito de Mansfeld-Südharz.